# 波马里科
波马里科（義大利語：Pomarico），是意大利马泰拉省的一个市镇。总面积128平方公里，人口4288人，人口密度33.5人/平方公里（2009年）。ISTAT代码为077022。